# Murray Lerner
Murray Lerner (Philadelphia, Pennsylvania, 1927. május 8. – New York, 2017. szeptember 2.) Oscar-díjas amerikai dokumentum-filmrendező, producer.

## Filmjei
- Secrets of the Reef (1956)
- Festival (1967)
- Sea Dream (1978)
- From Mao to Mozart: Isaac Stern in China (1980)
- Magic Journeys (1982)
- Message to Love: The Isle of Wight Festival (1995
- Listening To You: The Who At The Isle Of Wight Festival (1996)
- Blue Wild Angel: Jimi Hendrix at the Isle of Wight (2002)
- Nothing is Easy: Jethro Tull at the Isle of Wight (2004)
- Miles Electric: A Different Kind of Blue (2004)
- The Birth Of A Band: Emerson,Lake & Palmer Isle of Wight 1970 (2006)
- Amazing Journey: The Story of The Who (2007)
- The Other Side of the Mirror: Bob Dylan at the Newport Folk Festival (2007)
- The Moody Blues: Threshold of a Dream: Live at the Isle of Wight Festival 1970 (2008)
- Leonard Cohen: Live At The Isle of Wight 1970 (2009)
- Taste: What’s Going On Live At The Isle of Wight 1970 (2015)

## Díjai
- 1981: Oscar-díj a legjobb dokumentumfilmnek, a From Mao to Mozart: Isaac Stern in China című dokumentumfilmért)